# La Locomotora Negra
La Locomotora Negra es un grupo de jazz catalán formado en Barcelona en 1971. El primer concierto lo hicieron, el quinteto inicial, el 31 de enero del 1971 en la antigua La Cova del Drac de la calle Tuset de Barcelona. En 2021 hicieron una gira de despedida iniciada y finalizada con sendos conciertos en el Palau de la Música Catalana.

## Trayectoria
El germen del grupo se encuentra en las audiciones de discos que el arquitecto Joaquim Gili, gran aficionado al jazz y al tren miniatura, organizaba en su casa en los años 60 y que bautizó con el nombre "La Locomotora Negra". El quinteto inicial estaba formado por Ricard Gili (trompeta), Tomàs Gonzalez (saxo tenor), Tòfol Trepat (piano), Miquel Solé (contrabajo) y Carles Gili (batería).  En abril de 1972 se incorporaba el pequeño de los hermanos Gili, Toni, con el saxo tenor y otro hermano de los componentes, Lluís Trepat, en el clarinete; Miquel Solé dejará el grupo en 1974 y será sustituido por Jordi Casanovas.
En noviembre de 1995, cuando hicieron en el Jazz Cava de Terrassa la presentación de su disco de los 25 años, eran 15 componentes, 11 de los cuales siguen en la formación de 17 miembros que ha llegado al cincuentenario.

### Miembros del grupo
Esta es la relación de componentes en el concierto de inicio de la gira de despedida, el 29 de enero de 2021. Aparecen con un asterisco los que formaban parte del 25.º cumpleaños.
- Ricard Gili, trompeta y director (*)
- Ivó Oller, trompeta
- Arnau Boix, trompeta
- Miquel Donat, trompeta (*)
- Marc Trepat, trombón (*)
- Òscar Font, trombón
- Xavier Trepat, trombón
- Víctor González, trombón (*)
- Lluís Trepat, saxo alto y clarinete (*)
- Albert Gassull, saxo alto
- Tomás González, saxo tenor (*)
- Toni Gili, saxo tenor (*)
- Ariel Vigo, saxo barítono
- Tòfol Trepat, piano (*)
- Albert Romaní, guitarra (*)
- Jordi Casanovas, contrabajo (*)
- Carles Gili, batería (*)
- Eva Garín
- Oriol Bordas

(*) miembros en 1995

## Estilo y principales hitos
El estilo de la Locomotora Negra se orienta hacia el jazz negro en sus vertientes más populares, toma como modelo las orquestas más famosas de la época swing, como las de Fletcher Henderson, Duke Ellington y Count Basie. Han participado en los festivales internacionales de Barcelona (1974 y 1981), el Vendrell (1975), Sitges (1976), San Sebastián (1977), en el cual logró el primer premio del concurso de conjuntos amateurs en la modalidad de jazz tradicional, y Vitoria (1979) entre otros. También han actuado en el festival internacional de Middelheim, en la ciudad de Amberes, y en el festival del Hot Club de Francia de Montauban (1983, 1985 y 1991). Han acompañado a músicos de talla internacional como Bill Coleman o Benny Waters. En 2002 recibieron la Cruz de San Jorge.
Según la revista Jazz, editada por el Grupo Enderrock, en su número 25 de mayo del 2009, Hey, Mr Landlord! (1983) es considerado uno de los "100 mejores discos del jazz catalán", en la posición 20. El texto lo publicó, con este título, Cossetània Ediciones.

## Discografía
- La Locomotora Negra 1 (1982)
- "Hey, Mr Landlord!" (1983)
- Ellington Train (1985)
- Jazzin' and Dancin' (1988)
- "Round Christmas (1992)
- "25 anys"(1996)
- Memorial Duke Ellington (2001)
- Swing a los 30 (2001)
- "Originals" (2005)
- "35 Anys / 35 mm" (2007)
- "Moments (40 anys)" (2011)
- "La Locomotora Negra & Friends" (2011)
- "Golden Standards" (2014)
- "Portraits & Postcards" (2018)
- "50 Anys La Locomotora Negra 1971-2021" (2020)